# All That
All That este un serial TV american de comedie creat de Brian Robbins și Mike Tollin. Serialul a fost difuzat pe canalul de televiziune Nickelodeon, în perioada 16 aprilie 1994 - 22 octombrie 2005. Primele nouă sezoane au fost produse de Tollin/Robbins Productions, iar cel de-al zecelea a fost produs de Schneider's Bakery.